# Krzysztof Woziński
Krzysztof Woziński (ur. 19 września 1957 w Pile) – polski piłkarz i trener.

## Kariera piłkarska
Karierę piłkarską rozpoczął w 1968, trenując i grając w Elcie Łódź do 1975. Następnie grał w trzecioligowym Orle Łódź (podczas odbywania służby wojskowej) oraz w Łodziance Łódź. Od 1979 do 1980/81 grał w pierwszoligowym ŁKS Łódź (trzy sezony) – rozegrał 31 spotkań, strzelając 3 bramki. W latach 1981–1987 grał w drugoligowym Stilonie Gorzów, gdzie rozegrał 139 meczów i trafił 36 razy do bramki. W 1987 roku zawodnik SHR-u Wojcieszyce. Następnie od 1987 roku do 1989 podpisał kontrakt z fińskim zespołem Rauman Pallo. Następnie od roku 1989–1990 zawodnik trzecioligowej Warty Gorzów. Od 1990–1991 ponownie pobyt w fińskim drugoligowym Rauman Pallo–Rauman Pallo-Iirot z którym awansował do fińskiej 1 ligi. W 1991–1992 rozegrał sezon w Ostrovii Ostrów Wielkopolski będąc podstawowym graczem 2 ligi. Od 1992 roku został grającym trenerem Warty Gorzów występującej w ówczesnej 3 lidze. Od 1993–1996 roku został grającym trenerem Polonii Lipki Wielkie, którą poprowadził do awansu do 4 ligi. W latach 1996 -1999 został grającym trenerem MKS Łucznik Strzelce Krajeńskie w którym to zakończył karierę piłkarską.

## Kariera trenerska
Karierę trenerską rozpoczął w 1990. Trenował piłkarzy w wielu klubach Lubuskiego Związku Piłki Nożnej – trzecioligowe zespoły: „Warta” Gorzów i „GKP” Gorzów (1999) oraz czwartoligowe: „SHR” Wojcieszyce, „Polonia” Lipki Wielkie, „Łucznik” Strzelce Krajeńskie (2003–2004, 2007–2010, 2014–2016), „Witniczanka Czarni Browar” Witnica (2004–2006, 2012–2013), „Celuloza” Kostrzyn (2006/07), „Błękitni” Lubno (2010–2012), „Osadnik” Myślibórz (2016). Ok. 2017 trener Kasztelanii Santok, a następnie Iskry Janczewo. W okolicach lat 2023–2024 został kolejny raz trenerem „Łucznika” Strzelce Krajeńskie.